# كاما
كاما أو كام (بالإنجليزية: Kama)‏، (بالسنسكريتية: काम)‏، هو مفهوم السرور والمتعة والرغبة في الهندوسية والبوذية واليانية. ويمكن أن يشير إلى "الرغبة، والتمني، والاشتهاء" في الأدب الهندوسي والبوذي والجايني والسيخي، ومع ذلك، يشير المصطلح أيضًا إلى أي متعة حسية، وجاذبية عاطفية ومسرة جمالية مثل المُستمدة من الفنون والرقص والموسيقى والرسم والنحت والطبيعة.
والكاما هي أحد أربعة أهداف رئيسة للإنسان يطلبها في الحياة، وهي: دارما Dharma، أي العيش الفاضل أو الورع؛ وآرثا، أي وسائل الحياة؛ وكاما Kama، أي المُتعة؛ وموكشا Moksha، أي تحرير النفس وعتقها. وتُسمى هذه الأهداف الأربعة غير الحصرية للحياة معًا بوروسارثا أو بُروشارت.
في الأدب المعاصر غالبًا ما يُستخدم كاما للإشارة إلى الرغبة الجنسية والاحتياج العاطفي الرغبوي، لكن المفهوم القديم أكثر اتساعًا، ويشير على نطاق واسع إلى أي رغبة أو توق أو شغف أو متعة أو الاستمتاع بالفن والجمال، والجمالية، والتمتع بالحياة، والعاطفة، والحب والعلاقات، والاستمتاع بالحب مع أو بدون دلالات جنسية.

## التعريف والمعنى
الكاما أو الرغبة في اللذة ولاسيما من خلال الحب هي أول هذه الأهداف الأربعة آنفة الذكر. تحتل الرغبة في اللذة موقعاً عظيماً في الحياة الإنسانية لدرجة أن بعض الهندوس اعتبروها تمثل حضور الإله كاما حاملاً قوساً مزهرة ومسلحاً بخمسة سهام من الزهر التي تخترق القلب وتملؤه بالرغبة أو الشهوة.
وليست اللذة هدفاً إنسانياً مسموحاً فحسب، ولكن ليس للساعين وراء اللذة أن يسيروا دون هداية. وأولئك الذين يتعثرون في الحب أو أنهم يجهلون فنون الشعر والدراما المستحضرة للذة قد يعثرون على توجيه وإرشاد ما في كتاب کاما سوترا (Kama sutra) لفاتسيايانا (Vatsyayana) إذا ما كانوا ينشدون معرفة فن الحب، أو في كتاب ناتيا ساستراس (Natya sastras) إذا ما كان اهتمامهم منصباً على المهارات والفنون الأدبية.
فإذا ما اختار رجل اللذة هدفاً معلناً له، فإنـه لا يتعرض للنقد شريطة أن يبقى ضمن الحدود التي تصنعها القواعد الاجتماعية العامة بل حتـى إنـه قـد يحصل على التقريظ لحيويته. لكن من المفهوم جيداً أنه أثناء وجوده الحاضر، أو ربما في وجود مستقبلي مـا، سيصـل مـع ذلك، إلى مرحلة إدراك أن اللذة لا تكفي وأنه يرغب فعلاً في شيء ما أكثر إشباعاً.

### ريغ فيدا
عُثر على مفهوم كاما في بعض أقدم الآيات المعروفة في الفيدا. على سبيل المثال، يصف الكتاب العاشر من كتاب ريغ فيدا خلق الكون من لا شيء بالحرارة الشديدة. والترنيمة 129 تتحدث عن مفهوم الرغبة والشهوة التي كانت في البداية، حيث يُشير النص إلى أن الرغبة هي البذرة الأولية والجرثومة الأصلية للروح. ومن ثم، يشير النص إلى أن الحكماء الذين بحثوا بأفكارهم وقلوبهم اكتشفوا صلة الوجود بالعدم.

### بريهادارانياكا أوبانيشاد
يستخدم بريهادارانياكا أوبانيشاد، أحد أقدم الأوبانيشاد في الهندوسية، مصطلح كاما، أيضًا بالمعنى الأوسع، للإشارة إلى أي رغبة، فيقول بما معناه: الإنسان يتكون من الرغبات (الكاما)، وهذا يشير إلى أن الرغبات هي جزء أساسي من طبيعة الإنسان. كما تكون رغبات الإنسان، يكون تصميمه وإصراره. يعني ذلك أن مدى تحقيقه لأهدافه يعتمد على قوة رغباته وإصراره على تحقيقها. كما يكون تصميم الإنسان، يكون عمله. إذا كان لديه إصرار قوي على تحقيق هدف معين، فإن أفعاله ستعكس هذا الإصرار. مهما كانت أفعال الإنسان، سيحقق ما يتناسب معها. يعني ذلك أن نتائج أعمال الإنسان تتوقف على جودة وقوة رغباته وإصراره.

### الأدب الملحمي
الأدب الهندي القديم مثل الملاحم، التي تلت الأوبانيشاد، تطور وتشرح مفهوم كاما مع أرثا ودارما. فعلى سبيل المثال، تقدم المهابهاراتا أحد التعريفات الموسعة لكلمة كاما. تصف الملحمة كاما بأنها أي تجربة (متعة) مقبولة ومرغوبة ناتجة عن تفاعل واحدة أو أكثر من الحواس الخمس مع أي شيء مرتبط بهذه الحاسة، وفي انسجام مع الأهداف الأخرى للحياة البشرية (دارما وأرثا وموكشا).
وغالبًا ما يستخدم كاما للإشارة إلى كامانا (الرغبة أو الشوق أو الشهية). لكن كاما أكثر من كامانا. كاما تشمل الرغبة، والتمني، والشوق، والارتباط العاطفي، والحب، والتقدير، واللذة، والاستمتاع.
فاتسيايانا، مؤلف كاماسوترا، يصف كاما بأنها السعادة التي هي ماناسا فيابارا (ظاهرة العقل). تمامًا مثل ماهابهاراتا، يعرّف كاماسوترا فاتسيايانا الكاما بأنها أي متعة يختبرها الفرد من العالم، بحواس واحدة أو أكثر: السمع، والرؤية، والتذوق، والشم، والشعور، في انسجام مع عقل الفرد وروحه. تجربة الموسيقى المتناغمة هي كاما، كما هو الحال مع الإلهام من الجمال الطبيعي، والتقدير الجمالي لعمل فني، والإعجاب بسعادة بشيء صنعه إنسان آخر.
غالبًا ما يُساء فهم كتاب كاماسوترا لفاتسيايانا على أنه كتاب يدور حول العلاقات الجنسية والحميمة فقط، ولكنه كُتب كدليل لطبيعة الحب والجنس وإيجاد شريك الحياة والحفاظ على الحياة العاطفية والوفاء العاطفي في الحياة. في خطابه عن كاما يصف العديد من أشكال الفن والرقص والموسيقى، إلى جانب الجنس، كوسيلة للمتعة والاستمتاع.
كاما هو تقدير المرء للبخور والشموع والموسيقى والزيت المعطر وتمارين اليوغا والتأمل وتجربة شاكرا القلب. ترتبط شاكرا القلب بالحب والرحمة والإحسان والتوازن والهدوء والسكينة، وتعتبر مقرًا للعبادة العاطفية والتقوية والمُخلصة. فتح شاكرا القلب هو تجربة الوعي بالتواصل الإلهي والفرح بالتواصل مع الآلهة والنفس (أتمان).
يصف كارل بوتر كاما بأنها اتجاه وقابلية. حيث الفتاة الصغيرة التي تعانق دبدوبها الدمية بابتسامة فإنَّها تعبر وتعيش الكاما. والعاشقان المُتعانقان يعبران ويعيشان الكاما. وخلال هذه التجارب، يشعر الشخص بمزيد من الكمال والوفاء والرضا من خلال تجربة هذا الارتباط والقرب. وهذا، في المنظور الهندي، هو كاما.
يلاحظ هندري الأوصاف المتنوعة لكاما في النصوص الهندية القديمة. بعض النصوص، مثل ملحمة رامايانا، تصف كاما بأنها رغبة راما في سيتا - وهي رغبة تتجاوز الجسدي والزوجي إلى حب روحي، وهو شيء يمنح راما معنى حياته، وسبب حياته. كثيرًا ما يعبر كل من سيتا وراما عن عدم رغبتهما وعدم قدرتهما على العيش بدون الآخر. هذا الوصف الرومانسي والروحي لكاما في رامايانا بقلم فالميكي أكثر تحديدًا، كما لاحظ هندري وآخرون، من الأوصاف الأوسع والأكثر شمولاً لكاما، على سبيل المثال في قوانين سمريتي التي كتبها مانو.
يصف غافين فلوود كاما بأنها تجربة الحالة العاطفية الإيجابية للحب مع عدم التضحية أيضًا بالدارما (السلوك الفاضل والأخلاقي)، والفن (الاحتياجات المادية، وأمن الدخل) ورحلة الفرد نحو موكشا (التحرر الروحي، وتحقيق الذات).

## الهندوسية

### كامديفا
أُلِّهَ الإله كاما باسم كاماديفا وقرينته راتي. الإله كاما مشابه للإله اليوناني إيروس - كلاهما يثير الانجذاب الجنسي البشري والرغبة الحسية. يركب كاما ببغاءً، والإله مسلح بقوس وسهام ليخترق القلوب. القوس مصنوع من ساق قصب السكر، والوتر عبارة عن صف من النحل، والسهام مزينة بخمس زهور تمثل خمس حالات حب تحركها العواطف. الزهور الخمسة الموجودة على سهام كاما هي زهرة اللوتس (الافتتان)، وزهرة أشوكا (التسمم بالأفكار حول الشخص الآخر)، وزهرة المانجو (الإرهاق والفراغ في غياب الآخر)، وزهرة الياسمين (التلهف للآخر)، وزهرة اللوتس الزرقاء (شلل بالارتباك والمشاعر). ولهذه الأسهم الخمسة أيضًا أسماء، آخرها وأخطرها ساموهانام، أي الافتتان.
يُعرف كاما أيضًا باسم أنانجا (حرفيًا "شخص بلا جسد") لأن الرغبة تضرب بلا شكل، من خلال مشاعر بطرق غير مرئية. الأسماء الأخرى للإله كاما تشمل مادان (الذي يُسكر بالحب)، مانماثا (الذي يثير العقل)، براديومنا (الذي ينتصر على الجميع) وكوشوميسو (الذي سهامه زهور).

## البوذية
في الشريعة البالية البوذية، تخلى غوتاما بوذا عن الشهوانية (كاما) كطريق إلى التنوير. يقرأ بعض الممارسين البوذيين يوميًا المبادئ الخمسة، وهي الالتزام بالامتناع عن "سوء السلوك الجنسي، أي الزنا والفاحشة".

## الثيوصوفية
في ثيوصوفيا السيدة بلافاتسكي، كاما هو المبدأ الرابع من السبعينية، المرتبط بالعواطف والرغبات، والتعلق بالوجود، والإرادة، والشهوة.
كامالوكا (Kamaloka) هو مستوى نصف مادي، مما يعني أنه ليس له طبيعة مادية كاملة مثل العالم الفعلي ولكنه ليس أيضًا عالمًا روحيًا تمامًا. وهو مستوى ذهني ولا يمكن رؤيته بوضوح من قبل البشر. وإنَّ هناك أشكال نجمية أو روحية تسمى "كاما-روبا" تبقى في كامالوكا بعد موت الجسد البشري، وتبقى حتى تتلاشى بالكامل نتيجة لانقضاء تأثيرات الاندفاعات العقلية التي أنشأت هذه الأشكال. وكامالوكا قد تتشابه في بعض الجوانب مع مفاهيم مثل "هاديس" في الأساطير الإغريقية القديمة و"أمنتي/دوات" في الثقافة المصرية القديمة، حيث يُعتبر مكانًا للأرواح بعد الموت. وهو جزء من مجموعة تسمى "ترايلوكيا"، والتي تُعتبر مجموعة من العوالم أو الأبعاد في بعض الفلسفات الشرقية.